# Don Michael Paul
Don Michael Paul (Newport Beach, 17 aprile 1963) è un attore e regista statunitense.
È famoso per avere diretto Un poliziotto all'asilo con Dolph Lundgren nel 2016, sequel di Un poliziotto alle elementari del 1990 con Arnold Schwarzenegger, e per molti film a basso costo incentrati sul mondo della guerra come Sniper: Legacy. Inoltre ha diretto Tremors 5: Bloodlines, il quinto capitolo della saga di Tremor e Infiltrato speciale con Steven Seagal nel 2002. Per questo film Seagal fu candidato ai Razzie Awards come peggior attore protagonista e fu l’ultimo film dell'attore uscito nelle sale cinematografiche, in quanto si dedicò da allora ai film a basso costo per il mercato DVD. Nel 2020 ha diretto il film Tremors: Shrieker Island.

## Filmografia parziale

### Attore

#### Televisione
- CSI: Miami – serie TV, episodio 2x02 (2003)
- CSI - Scena del crimine (CSI - Crime Scene Investigation) - serie TV, episodio 6x05 (2005)

### Regista
- Taken: Alla ricerca di Sophie Parker (Taken: The Search for Sophie Parker) – film TV (2013)
- Company of Heroes (2013)
- Sniper 5 - Fino all'ultimo colpo (2014)
- Tremors 5: Bloodlines (2015)
- Tremors: A Cold Day in Hell (2018)
- Tremors: Shrieker Island (2020)

## Doppiatori italiani
Nelle versioni in italiano delle opere in cui ha recitato, Don Michael Paul è stato doppiato da:
- Roberto Draghetti in CSI: Miami
- Emidio La Vella in CSI - Scena del crimine